# Как любить животных в мире, который создал человек
«Как любить животных в мире, который создал человек» (англ. How to Love Animals: In a Human-Shaped World) — книга британского журналиста Генри Манса о положении животных в современном мире и нашем отношении к ним. В книге показано как работают скотобойни, фермы и аквафермы, охотничьи лицензии и инфраструктура домашних животных.

## Содержание книги
Манс пытается разобраться в том, как устроены наши взаимоотношения с животными в современном мире, и для этого он лично устраивается работать на скотобойню, берёт интервью у британских фермеров, участвует в охоте на кабанов и посещает самые крупные рыбные рынки в Испании.